# Éléments d'histoire des mathématiques

Éléments d'histoire des mathématiques est un livre regroupant les notes historiques des différents livres des Éléments de mathématique de Nicolas Bourbaki. Il est découpé en chapitres thématiques : Théorie des ensembles, topologie générale, etc. et ne prétend donc pas suivre une chronologie générale des mathématiques. 

## Éditions
La première édition date de 1960 et fut réimprimée en 1964. La deuxième édition date de 1969. La dernière édition de 1974, par Hermann, a été réimprimée en 1984 (par Masson) et par Springer en 2007. 
Le livre fut initialement publié chez Hermann, dans la collection « Histoire de la pensée ».
- Éléments d'histoire des mathématiques, Hermann, 1974 (réimpr. 1984, 2007), 3e éd. (1re éd. 1960), 376 p. (ISBN 978-3-540-33938-0, présentation en ligne)

## Sources
- fiche descriptive sur le site de l'éditeur actuel : Springer.
- J. Itard, « Bourbaki (Nicolas). Éléments d'histoire des mathématiques », Revue d'histoire des sciences et de leurs applications, vol. 18, no 1,‎ 1965, p. 120-123 (lire en ligne)Critique du livre.